# Liban Farra
I Liban Farra sono una struttura geologica della superficie di Venere.